# Борув (гміна Грабув)
Борув (пол. Borów) — село в Польщі, у гміні Грабув Ленчицького повіту Лодзинського воєводства.
Населення — 91 особа (2011).
У 1975-1998 роках село належало до Конінського воєводства.

## Демографія
Демографічна структура станом на 31 березня 2011 року:
|          | Загалом | Допрацездатний вік | Працездатний вік | Постпрацездатний вік |
| -------- | ------- | ------------------ | ---------------- | -------------------- |
| Чоловіки | 45      | 12                 | 27               | 6                    |
| Жінки    | 46      | 6                  | 25               | 15                   |
| Разом    | 91      | 18                 | 52               | 21                   |